# Death Valley Girls
Death Valley Girls es una banda de rock estadounidense formada en 2013 en Los Ángeles, California. La banda está formada por la vocalista y tecladista Bonnie Bloomgarden, el guitarrista Larry Schemel, la bajista Sammy Westervelt y la baterista Rikki Styxx.

## Historia
Death Valley Girls se formó en 2013 por Patty Schemel, su hermano Larry Schemel, Rachel Orosco y Bonnie Bloomgarden después de que el grupo necesitaba «algo seguro que hacer que no fuera AA». Patty Schemel dejó la banda después del lanzamiento de su álbum debut Street Venom en 2014, un álbum que recibió elogios por su sonido crudo de garage rock y lo que Flood Magazine describió como «doom-boogie psych-pop». Laura Kelsey reemplazó a Patty en la batería de Street Venom. 
En 2016, la banda lanzó Glow in the Dark, con Alana Amram reemplazando a Rachel Orosco y Jessie Jones uniéndose a la banda como co-vocalista. 
En 2018, la banda comenzó a trabajar con el sello Suicide Squeeze Records, con sede en Seattle, lanzando su álbum de 2018 Darkness Rains y Under the Spell of Joy (2020) bajo el sello. Gracias a estos álbumes, Death Valley Girls recibió elogios de la crítica por sus memorables actuaciones en el escenario y su mezcla dinámica de garage rock, punk y psych rock. Under the Spell of Joy vio a Rikki Styxx como la nueva baterista y Nicole "Pickle" Smith agregada como bajista. 
En 2023, la banda lanzó su álbum Islands in the Sky. Brooklyn Vegan informó que Islands está «cargado de pegadizas afirmaciones de psico-rock para el futuro». Este álbum también vio la alineación alcanzar la forma de Larry Schemel, Bonnie Bloomgarden, Sammy Westervelt y Rikki Styxx. 
Death Valley Girls se ha presentado en varios festivales de música notables, incluidos Desert Daze y Levitation Festival.

## Estilo musical
La música de Death Valley Girls se caracteriza por una mezcla de garage rock, punk, psych rock, rock gótico, y elementos de surf rock y girl groups de los años 60. Las presentaciones en vivo de la banda se centran en la voz de Bloomgarden y la teatralidad en el escenario.

## Discografía

### Álbumes de estudio
- Street Venom (2014)
- Glow in the Dark (2016)
- Darkness Rains (2018)
- Under the Spell of Joy (2020)
- Islands in the Sky (2023)

### EP
- Death Valley Girls (2013)
- Electric High (2014)
- Breakthrough (2020)
- The Universe (2022)

### Sencillos
- «When I'm Free (Peaches Remix)» (2012)
- «It's All Really Kind of Amazing» (2021)